# NGC 5965-2
NGC 5965-2 is een spiraalvormig sterrenstelsel in het sterrenbeeld Draak. Het hemelobject werd op 5 mei 1788 ontdekt door de Duits-Britse astronoom William Herschel.

## Synoniemen
- NPM1G +56.0202
- PGC 2544663